# Josef Schwab (Journalist)

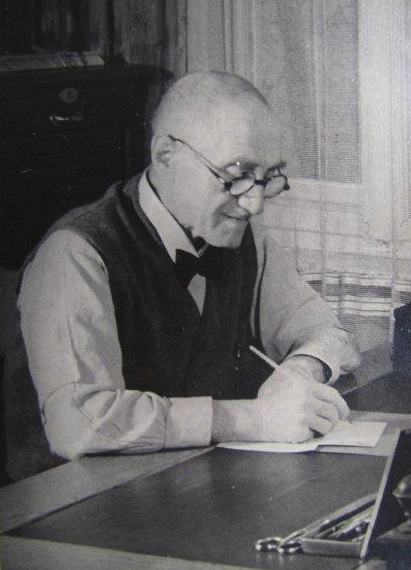
Josef Schwab

Josef Bernhard Schwab (* 23. März 1865 in Uffenheim/Mittelfranken; † 16. Juli 1940 in Berlin) war ein deutscher Journalist.

## Leben
Von 1888 bis 1893 studierte er Staatswissenschaften an der Ludwig-Maximilians-Universität München u. a. unter Lujo Brentano. Von 1918 bis 1931 war er Redakteur und Leiter der außenpolitischen Abteilung des Berliner Tageblatts.
Josef Schwab war verheiratet mit der Schriftstellerin Marie Köglmayr. Einer ihrer Söhne war der Physikochemiker Georg-Maria Schwab.
| Personendaten    | Personendaten                               |
| ---------------- | ------------------------------------------- |
| NAME             | Schwab, Josef                               |
| ALTERNATIVNAMEN  | Schwab, Josef Bernhard (vollständiger Name) |
| KURZBESCHREIBUNG | deutscher Journalist                        |
| GEBURTSDATUM     | 23. März 1865                               |
| GEBURTSORT       | Uffenheim                                   |
| STERBEDATUM      | 16. Juli 1940                               |
| STERBEORT        | Berlin                                      |